# Condylostylus plutus
Condylostylus plutus är en tvåvingeart som beskrevs av Octave Parent 1929. Condylostylus plutus ingår i släktet Condylostylus och familjen styltflugor. Inga underarter finns listade i Catalogue of Life.